# White Paper
Ein White Paper (englisch für weißes Papier) ist ein kurzer Bericht oder Leitfaden, der ein komplexes Thema prägnant darstellt, um den Lesern einen schnellen Zugang zu ermöglichen. Typische Inhalte sind etwa Übersichten über Standards und Technik sowie zu Themen aus der Informationstechnik.
Hierzu zählen auch Anwenderbeschreibungen, Fallstudien oder Marktforschungsergebnisse. White Papers geben auf mindestens zwei Seiten einen Überblick über Vor- und Nachteile, Kosten und Einsparpotenzial einer bestimmten Problemlösung.
Oft wird zu einem klar eingegrenzten Themengebiet durch Auflistung von Pro- und Kontra-Argumenten ausführlich Stellung genommen. Die Sprache wird eher fachlich gehalten, auf verkäuferische Floskeln wird oft verzichtet. Mittlerweile werden White Papers auch in anderen Fachgebieten abseits der IT-Branche genutzt.
Das White Paper of 1939 war eine von der britischen Regierung verfolgte Politik, die die Idee einer Teilung des britischen Völkerbundsmandat für Palästina zugunsten einer gemeinsamen jüdisch-arabischen Selbstregierung aufgab. Das Weißbuch von 1939 trägt seinen Namen in Abgrenzung zum White Paper of 1922, dem sogenannten „Churchill-Weißbuch“, und dem White Paper of 1930, dem „Passfield-Weißbuch“. 

## Als Kommunikations- und Werbeinstrument
White Papers werden zunehmend als Kommunikations- und Werbeinstrument eingesetzt, um durch zielgruppengenaue Kampagnen die Generierung hochwertiger Kundenkontakte zu erreichen (Lead Generation). Ein White Paper ist ein Dokument, das in einer flüssigen Sprache ohne Marketingballast spezifische Themen behandelt: Als Fallstudie, Anwenderbeschreibung, Analyse oder Marktforschung. Das eingegrenzte Thema wird auf wenigen Seiten (6–15 Seiten hat sich als Umfang etabliert) behandelt, längere Dokumente sind eher selten. Von konventionellen Werbeformaten unterscheiden sich White Papers nicht nur durch ihren Umfang, sondern auch durch ihren konkreten Nutzwert. Der Leser benötigt in einer bestimmten Situation eine Problemlösung. Diese Erwartung sollte ein White Paper erfüllen.

## Varianten
Es lassen sich verschiedene Arten von Farbbüchern mit unterschiedlichen kommerziellen Zwecken vom White Paper abgrenzen:
- Ein Grünbuch ist ein Dokument, mit dem Diskussionen eingeleitet werden. Es kann nicht als maßgebliche Quelle, sondern eher als Entwurfspapier angesehen werden. Der nächste Schritt wäre das White Paper.
- Blue Paper sind für Unternehmen gedacht, die viele technische Details in ihren Produkten und Dienstleistungen haben und listet technische Spezifikationen auf.
- Yellow Paper enthalten Forschungsarbeiten, die bis zu dem Zeitpunkt noch nicht veröffentlicht wurden. Einige Untersuchungen werden nicht in das White Paper übernommen.